# واکانا ناگاهارا
واکانا ناگاهارا (انگلیسی: Wakana Nagahara؛ زادهٔ ۹ ژانویهٔ ۱۹۹۶) بدمینتون‌باز زن اهل ژاپن است.